# Bangladeschische Frauen-Cricket-Nationalmannschaft in Pakistan in der Saison 2015
Die Tour der bangladeschischen Frauen-Cricket-Nationalmannschaft nach Pakistan in der Saison 2015 fand vom 30. September bis zum 6. Oktober 2015 statt. Die internationale Cricket-Tour war Bestandteil der Internationalen Cricket-Saison 2015 und umfasste zwei WODIs und zwei WTwenty20s. Pakistan gewann beide Serien jeweils 2–0.

## Vorgeschichte
Für beide Mannschaften war es die erste Tour der Saison. Das letzte Aufeinandertreffen der beiden Mannschaften bei einer Tour fand in der Saison 2013/14 in Bangladesch statt.

## Stadien
Das folgenden Stadion wurde für die Tour als Austragungsort vorgesehen und am 24. September 2015 bekanntgegeben.
| Stadion                       | Stadt   | Kapazität | Spiele                     |
| ----------------------------- | ------- | --------- | -------------------------- |
| Southend Club Cricket Stadium | Karachi | 34.228    | 1. & 2. WODI; 1. & 2. WT20 |

## Kaderlisten
Bangladesch benannte seine Kader am 24. September 2015.
| WODI | WODI | WTwenty20 | WTwenty20 |
| Pakistan | Bangladesch | Pakistan | Bangladesch |
| --- | --- | --- | --- |
| - Sana Mir (K) - Batool Fatima (VK) - Aliya Riaz - Anam Amin - Asmavia Iqbal - Ayesha Zafar - Bismah Maroof - Diana Baig - Iram Javed - Javeria Khan - Kainat Imtiaz - Marina Iqbal - Nahida Khan - Nida Dar - Rabiya Shah - Sadia Yousuf - Sania Khan - Sidra Ameen - Sidra Nawaz - Sumaiya Siddiqi | - Salma Khatun (K) - Ayasha Rahman - Fahima Khatun - Farzana Hoque - Jahanara Alam - Khadija Tul Kubra - Lata Mondal - Nahida Akter - Nigar Sultana - Panna Ghosh - Ritu Moni - Rumana Ahmed - Sanjida Islam - Sharmin Akhter - Shamima Sultana - Sharmin Sultana - Sumona Akter | - Sana Mir (K) - Batool Fatima (VK) - Aliya Riaz - Anam Amin - Asmavia Iqbal - Ayesha Zafar - Bismah Maroof - Diana Baig - Iram Javed - Javeria Khan - Kainat Imtiaz - Marina Iqbal - Nahida Khan - Nida Dar - Rabiya Shah - Sadia Yousuf - Sania Khan - Sidra Ameen - Sidra Nawaz - Sumaiya Siddiqi | - Salma Khatun (K) - Ayasha Rahman - Fahima Khatun - Farzana Hoque - Jahanara Alam - Khadija Tul Kubra - Lata Mondal - Nahida Akter - Nigar Sultana - Panna Ghosh - Ritu Moni - Rumana Ahmed - Sanjida Islam - Sharmin Akhter - Shamima Sultana - Sharmin Sultana - Sumona Akter |

## Women’s Twenty20 Internationals

### Erstes WTwenty20 in Karachi
| 30. September Scorecard | Karachi (SCC) | Pakistan 124-5 (20)          | – | Bangladesch 95-7 (20) |
|                         |               | Pakistan gewinnt mit 29 Runs |   |                       |

Pakistan gewann den Münzwurf und entschied sich als Schlagmannschaft zu beginnen. Als Spielerin des Spiels wurde Bismah Maroof ausgezeichnet.

### Zweites WTwenty20 in Karachi
| 1. Oktober Scorecard | Karachi (SCC) | Pakistan 114-6 (20)          | – | Bangladesch 80-6 (20) |
|                      |               | Pakustan gewinnt mit 34 Runs |   |                       |

Pakistan gewann den Münzwurf und entschied sich als Schlagmannschaft zu beginnen. Als Spielerin des Spiels wurde Bismah Maroof ausgezeichnet.

## Women’s One-Day Internationals

### Erstes WODI in Karachi
| 4. Oktober Scorecard | Karachi (SCC) | Pakistan 214 (50) | – | Bangladesch 194-9 (50) |
|                      |               |                   |   |                        |

Pakistan gewann den Münzwurf und entschied sich als Schlagmannschaft zu beginnen. Als Spielerin des Spiels wurde Bismah Maroof ausgezeichnet.

### Zweites WODI in Karachi
| 6. Oktober Scorecard | Karachi (SCC) | Bangladesch 123-9 (50)         | – | Pakistan 124-4 (38.3) |
|                      |               | Pakistan gewinnt mit 6 Wickets |   |                       |

Bangladesch gewann den Münzwurf und entschied sich als Schlagmannschaft zu beginnen. Als Spielerin des Spiels wurde Anam Amin ausgezeichnet.

## Auszeichnungen

### Player of the Series
Als Player of the Series wurden der folgende Spieler ausgezeichnet.
| Serie | Player of the Series |
| ----- | -------------------- |
| WODI  | Bismah Maroof        |
| WT20  | Bismah Maroof        |

### Player of the Match
Als Player of the Match wurden die folgenden Spielerinnen ausgezeichnet.
| Spiel   | Player of the Match |
| ------- | ------------------- |
| 1. WODI | Bismah Maroof       |
| 2. WODI | Anam Amin           |
| 1. WT20 | Bismah Maroof       |
| 2. WT20 | Bismah Maroof       |